# Форстіннінг
Форстіннінг (нім. Forstinning) — громада в Німеччині, розташована в землі Баварія. Підпорядковується адміністративному округу Верхня Баварія. Входить до складу району Еберсберг.
Площа — 12,26 км2. Населення становить 3911 ос. (станом на 31 грудня 2020).